# Стараховице
Стараховице (пол. Starachowice)  —  город  в Польше, входит в Свентокшиское воеводство,  Стараховицкий повят.  Имеет статус городской гмины. Занимает площадь 31,85 км². Население — 55 126 человек (на 2005 год).

## Фотографии

Страховице
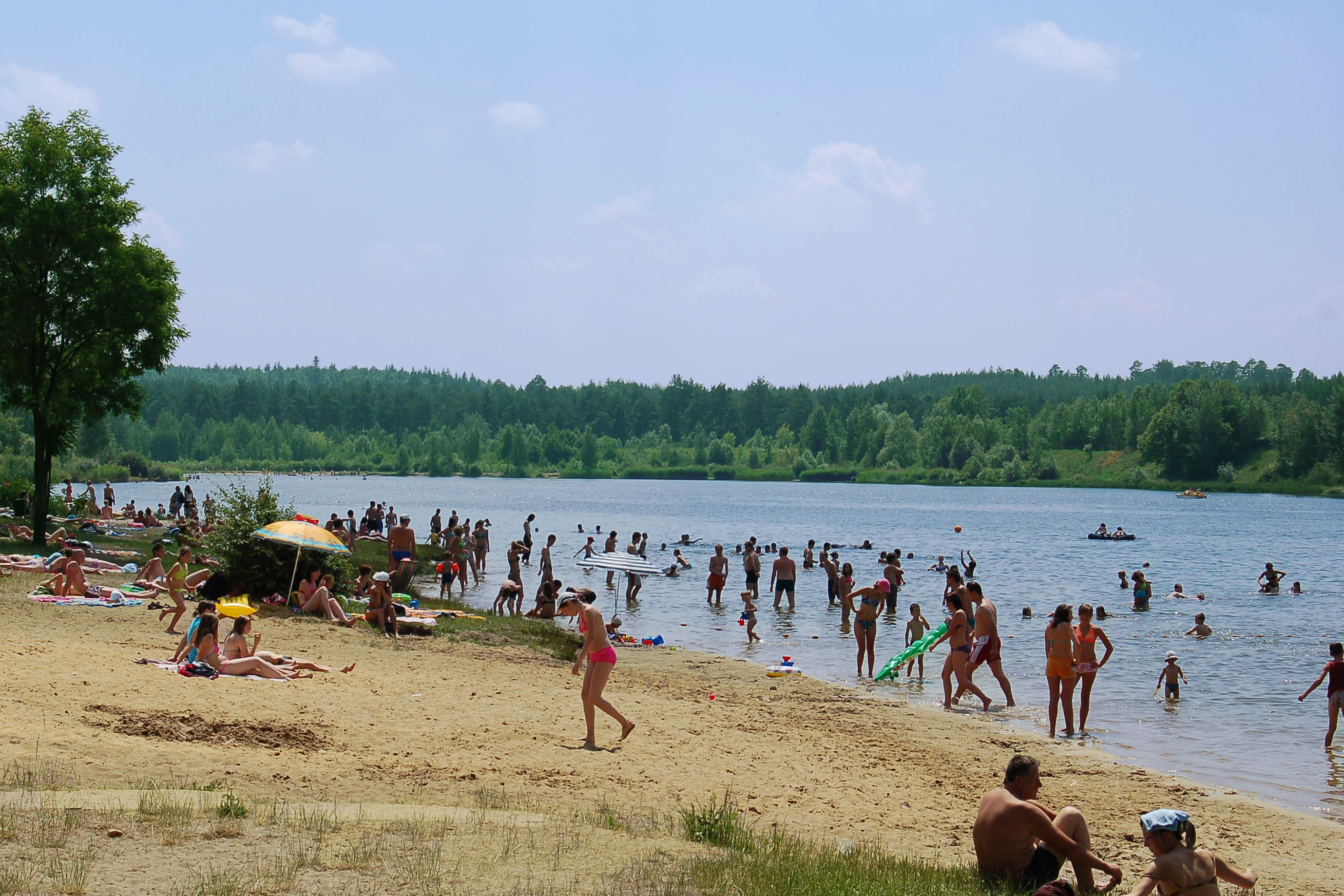
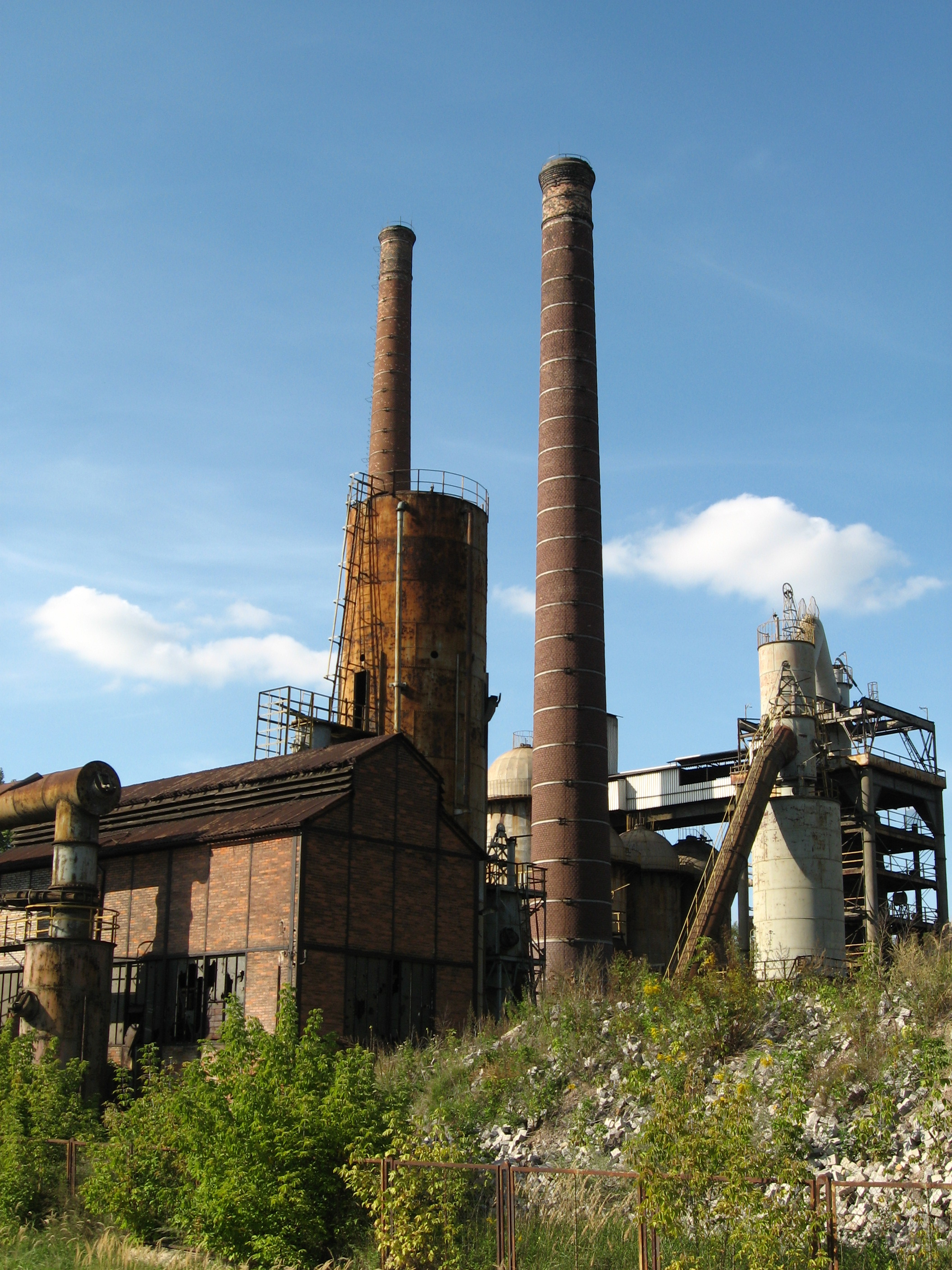
Wielki piec
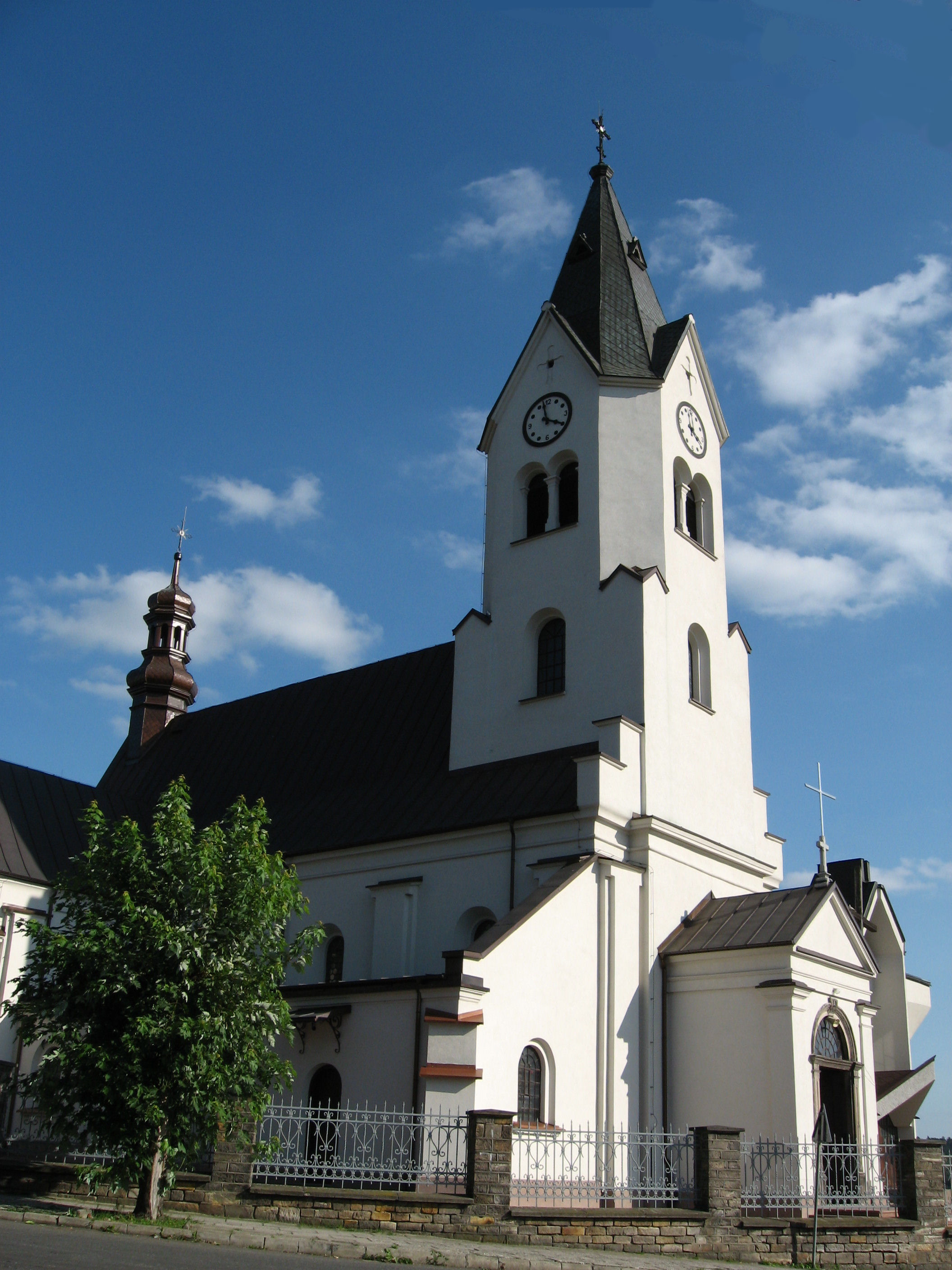
Костёл
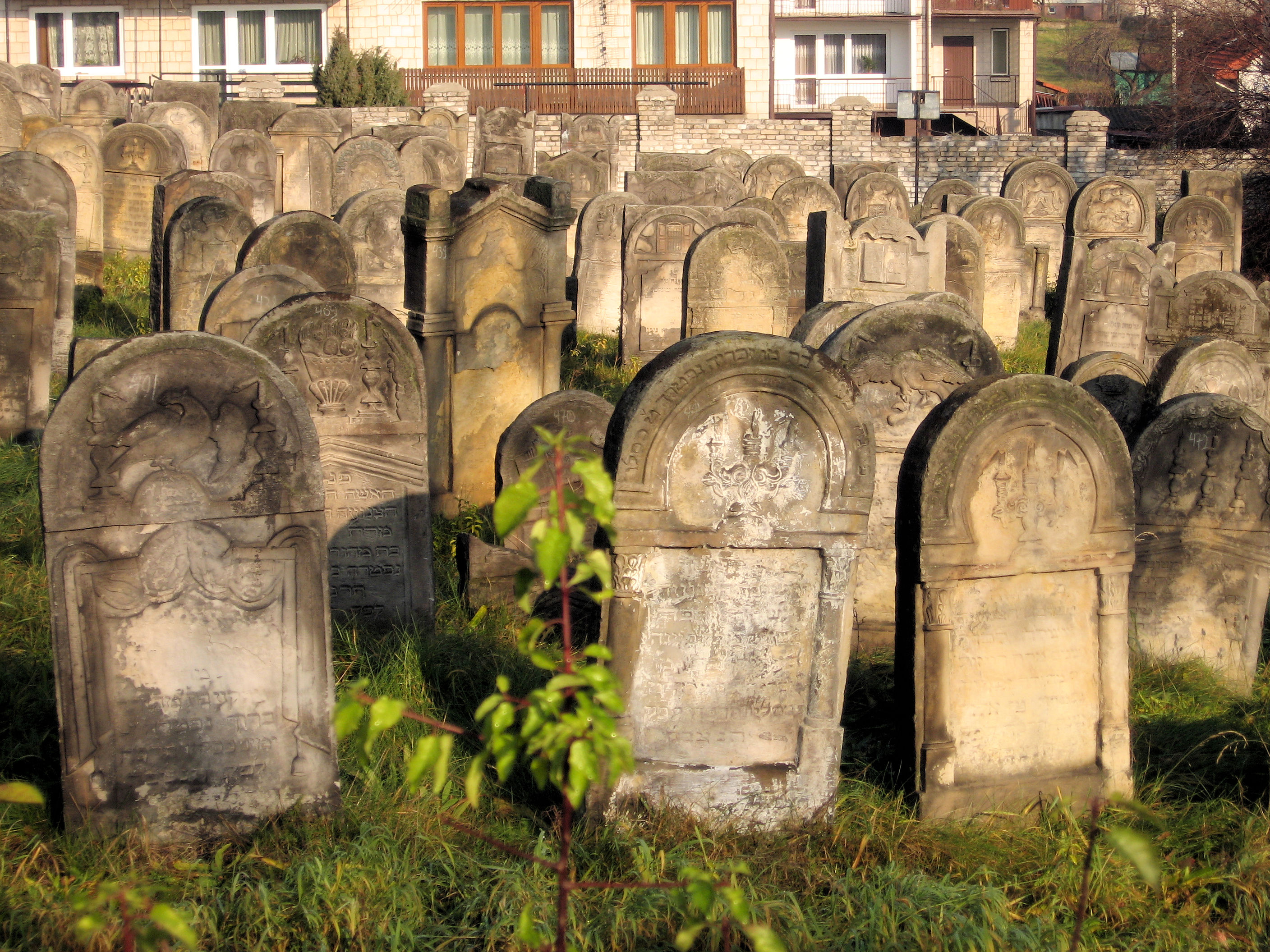
Macewy na Kirkucie żydowkim
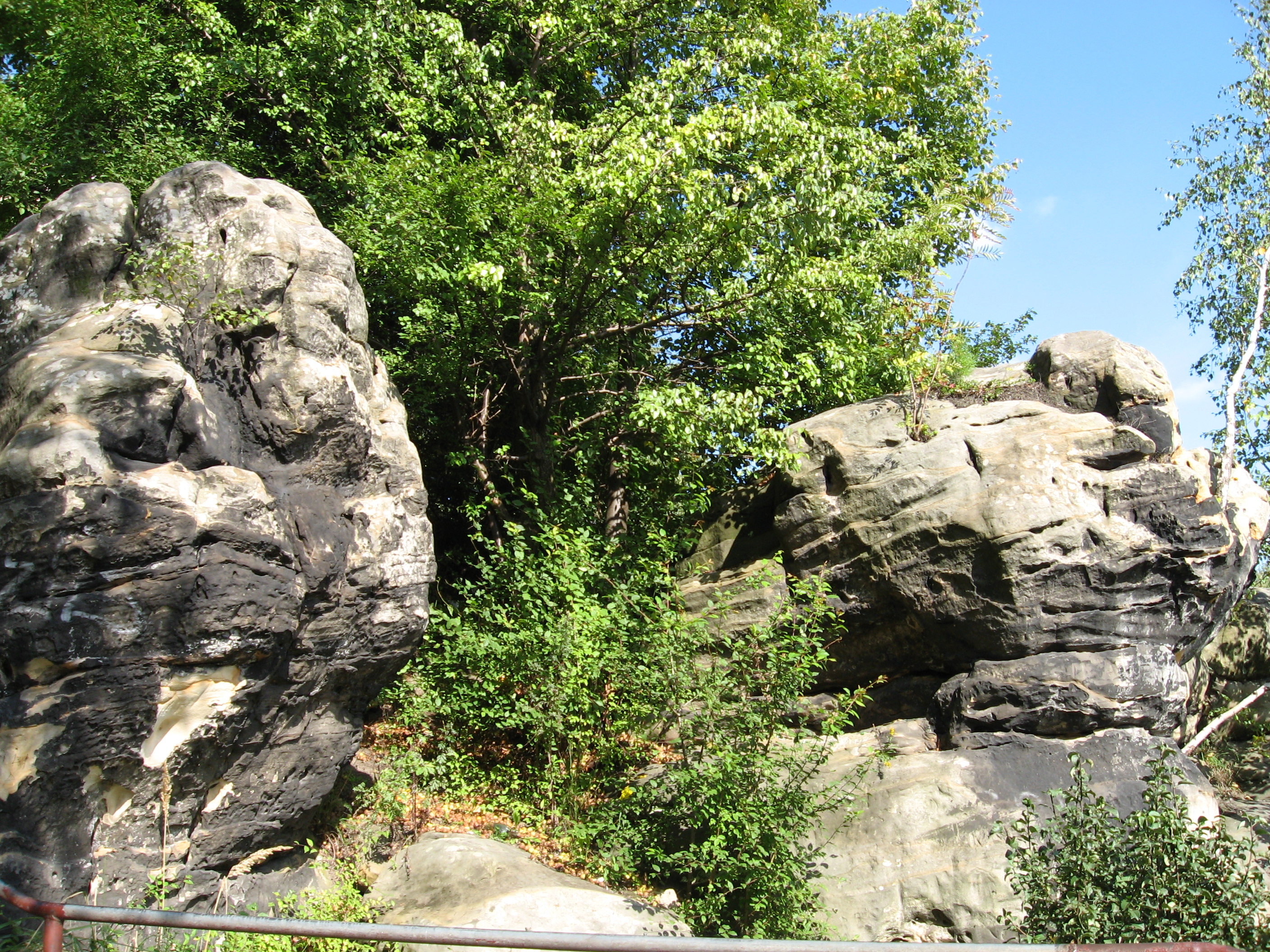
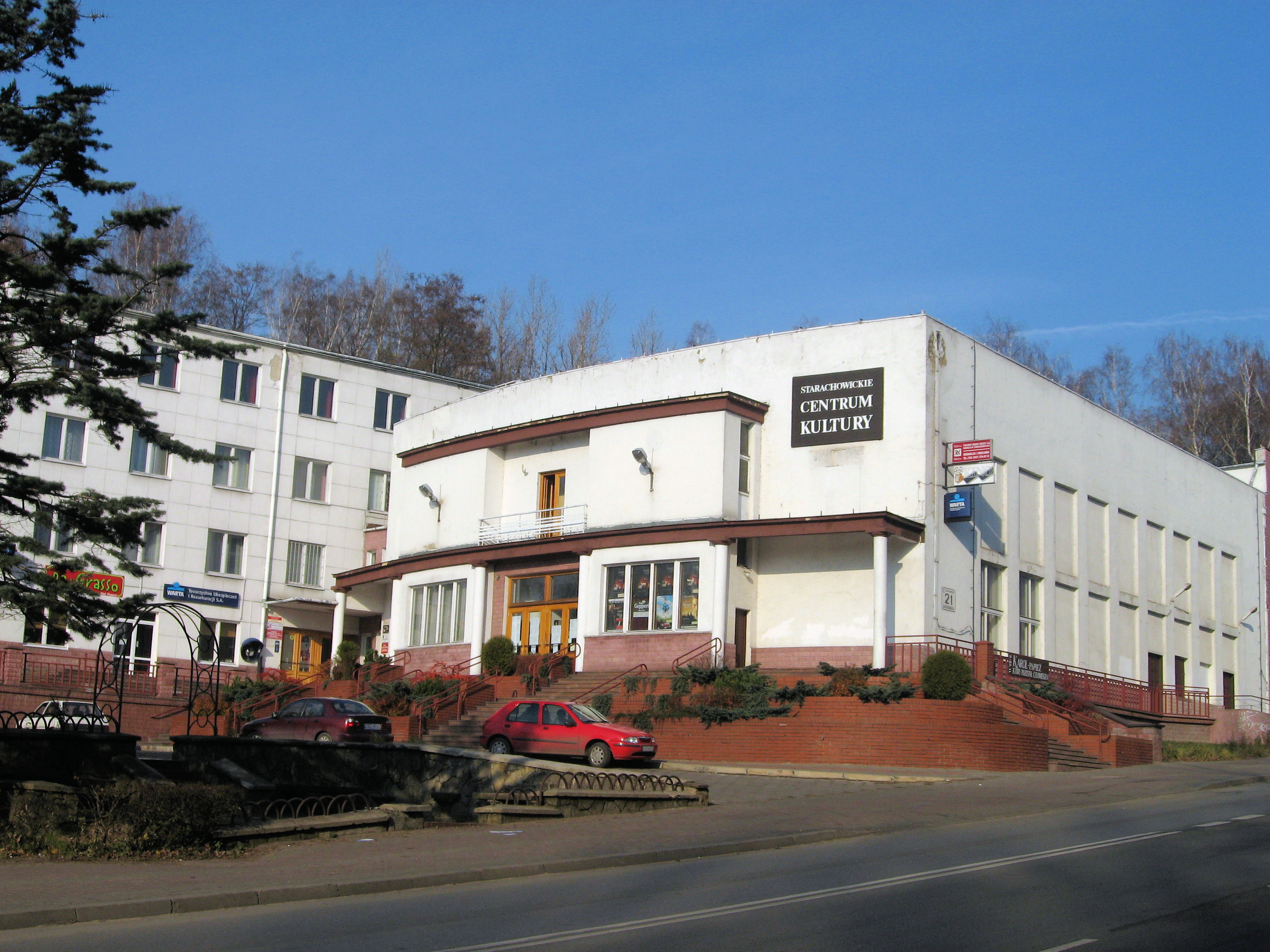
Культурный центр